# Кьоселер
 Тази статия е за селото в Република Гърция.  За селото в Румъния вижте Кьоселер (окръг Кюстенджа).  
Кьоселер (на гръцки: Αντίγονος, Андигонос, до 1928 година Κιοσελέρ, Кьоселер) е село в Егейска Македония, Гърция, в дем Суровичево (Аминдео), област Западна Македония.

## География
Селото е разположено в котловината Саръгьол на 6 километра източно от демовия център Чалджиево (Филотас) и на 10 километра южно от град Суровичево (Аминдео). В селото е разположен Кьоселерският манастир „Свети Григорий Палама“.

## История

### В Османската империя
В „Етнография на вилаетите Адрианопол, Монастир и Салоника“, издадена в Константинопол в 1878 година и отразяваща статистиката на населението от 1873 година, Куселери (Kusséléri) е споменато два пъти – веднъж като село в Леринска каза със 150 домакинства и 160 жители мюсюлмани и 340 българи и втори път като село в каза Джумали с 15 домакинства и 29 жители мюсюлмани.
В 1889 година Стефан Веркович пише за Кьоселер:
| „ | Село Кошлар със 100 къщи. Данъкът на това село е 11800 пиастри. Разположено е близо до езерото в подножието на планина. Жителите му се занимават със земеделие, скотовъдство, риболовство и производство на рогозки. Има две джамии и две чешми. | “ |

Според статистиката на Васил Кънчов („Македония. Етнография и статистика“) в 1900 година Кьоселери има 750 жители турци.
На Етнографската карта на Битолския вилает на Картографския институт в София от 1901 година Кюселер е чисто турско село в Кайлярската каза на Серфидженския санджак със 190 къщи.
Според статистика на Серфидженския санджак на гръцкото консулство в Еласона от 1904 година в Кюселер (Κιουσιλέρ), Кайлярска каза, живеят 1000 турци.

### В Гърция
През Балканската война в селото влизат гръцки войски и след Междусъюзническата остава в Гърция. Боривое Милоевич пише в 1921 година („Южна Македония“), че Кеселер (Кjеселер) има 25 къщи турци. По силата на Лозанския договор турското население на Кьоселер е изселено и на негово място са заселени християни бежанци. В 1928 година селото е прекръстено на Андигонос. В 1928 година Кьоселер е чисто бежанско село със 148 бежански семейства и 595 жители бежанци.
| Име          | Име         | Ново име   | Ново име   | Описание                                        |
| ------------ | ----------- | ---------- | ---------- | ----------------------------------------------- |
| Хортаба      | Χορτάμπα    | Месагрос   | Μεσαγρός   |                                                 |
| Мертинек Ова | Μερτινέκοβα | Факохорафа | Φακοχώραφα | местност на ЮЗ от Кьоселер и на СИ от Чалджиево |

| Име          | Име             | Ново име  | Ново име  | Описание                              |
| ------------ | --------------- | --------- | --------- | ------------------------------------- |
| Киесик Ятару | Κιεσίκ Γιαταροϋ | Сталос    | Στάλος    | връх на З от Кьоселер (808 m)         |
| Кел тепе     | Κέλ Τεπέ        | Ксеровуни | Ξεροβούνι | възвишение на З от Кьоселер (580,9 m) |

До 2011 година селото е част от дем Чалджиево (Филотас).
| Година    | 1913 | 1920 | 1928 | 1940 | 1951 | 1961 | 1971 | 1981 | 1991 | 2001 | 2011 | 2021 |
| --------- | ---- | ---- | ---- | ---- | ---- | ---- | ---- | ---- | ---- | ---- | ---- | ---- |
| Население |      |      |      |      |      |      |      |      |      | 372  | 424  | 374  |